# Уладівське
Уладівка — село в Україні, у Калинівській міській громаді Хмільницького району Вінницької області. Населення становить 855 осіб.

## Історія
Початок населеному пункту поклала Люлинецька дослідна селекційна станція (1888). Пам'ятник українському вченому-селекціонеру Л. Л. Семполовському (1868 — 1960). Будинок, в якому мешкав селекціонер з 1938—1960 рр.
До 1986 року не мало окремого статусу, існувало як поселення центральної садиби Уладово-Люлинецької дослідно-селекційної станції. Сучасну назву та статус самостійного населеного пункту здобуло 1986 року.
12 червня 2020 року, відповідно до Розпорядження Кабінету Міністрів України № 707-р, «Про визначення адміністративних центрів та затвердження територій територіальних громад Вінницької області», увійшло до складу Калинівської міської громади.
19 липня 2020 року, в результаті адміністративно-територіальної реформи і ліквідації Калинівського району, село увійшло до складу новоутвореного Хмільницького району.

## Постаті
- Шклярук Юрій Ігорович (1999—2023) — капітан Збройних сил України, учасник російсько-української війни.